# Silvia Braslavsky
Silvia Elsa Braslavsky (* 5. April 1942 in Buenos Aires, Argentinien) ist eine argentinische Photochemikerin. Braslavsky ist eine Wissenschaftlerin im Bereich der Photobiologie, insbesondere in der experimentellen Photooptoakustik. Sie war bis zu ihrer Pensionierung 2007 Professorin am Max-Planck-Institut für Strahlenchemie (2003 umbenannt in Max-Planck-Institut für bioanorganische Chemie; 2012 umbenannt in Max-Planck-Institut für Chemische Energiekonversion).
Sie wurde für ihren Beitrag zur experimentellen Photooptoakustik sowie der Unterstützung der internationalen photochemischen Forschung, insbesondere in Argentinien, ausgezeichnet.

## Leben und Wirken
Silvia Braslavsky ist die Tochter der Erziehungswissenschaftlerin Berta Perelstein de Braslavsky und des Biochemikers Lázaro Braslavsky und die Schwester von Cecilia Braslavsky, ebenfalls Erziehungswissenschaftlerin und frühere Direktorin des International Bureau of Education der UNESCO. Sie hat zwei Töchter, die Soziologin Paula-Irene Villa Braslavsky und Carolina Klockow.
Braslavsky studierte Chemie an der Universität Buenos Aires, verließ Argentinien aber nach der „Nacht der langen Schlagstöcke“ im September 1966. Während sie Assistentin an der Universität von Chile in Santiago de Chile war, promovierte sie an der Universität Buenos Aires in 1969. Nach wissenschaftlichen Positionen an der Penn State University (1969–1972), an der Universidad Nacional de Río Cuarto, Argentinien (1972–1975), erneut Penn State (1975) und der University of Alberta in Edmonton, Kanada (1975) ging sie 1976 an das Max-Planck-Institut für Strahlenchemie in Mülheim an der Ruhr, wo sie bis zu ihrer Pensionierung 2007 forschte. Sie war im Zuge ihrer Forschungskooperationen als Gastwissenschaftlerin und Gastprofessorin u. a. in Spanien, Israel, Kanada, Cuba, USA, Brasilien und in Argentinien tätig.
Braslavsky bekleidet Ämter und Funktionen in internationalen wissenschaftlichen Vereinigungen der Chemie. Seit 2000 ist sie Vorsitzende des IUPAC Komitee für Photochemie. Seit 2006 wird sie als kooperierende Forscherin des CONICET benannt (so genannte Investigadora correspondiente), wodurch sie allerdings keine materielle Forschungsförderung erhält. Zudem ist sie Mitglied des wissenschaftlichen Beirats des INQUIMAE (Institut für Chemie der Materialien, Umwelt und Energie). Unter anderem war sie Vorsitzende und Hauptorganisatorin der 16. Internationalen Konferenz in Photobiologie, die im August 2014 in Córdoba, Argentinien, stattfand.
Ab 2010 war sie gewähltes Vorstandsmitglied der RCAA, der Vereinigung von in Deutschland arbeitenden argentinischen Wissenschaftlern.

## Auszeichnungen
- 1998 wurde ihr als erste Frau den Research Award der American Society for Photobiology verliehen.[3]
- 2004 wurde ihr der Elhuyar-Goldschmidt Preis der spanischen und der deutschen chemischen Gesellschaft verliehen.[4]
- 2008 wurde ihr als erste Frau die Ehrendoktorwürde der Ramon-Llull-Universität, Barcelona, Spanien verliehen.[5]
- 2011 wurde ihr der Raíces Preis durch das Argentinische Ministerium für Wissenschaft (MINCYT) in Anerkennung ihres Engagements für die wissenschaftliche Kooperation zwischen Argentinien und Deutschland verliehen.[6]

## Veröffentlichungen (Auswahl)
- "Time-Resolved Photothermal and Photoacoustic Methods Applied to Photoinduced Processes in Solution", S.E. Braslavsky, G.E. Heibel, Chem. Rev. 92, 1381–1410 (1992). doi:10.1021/cr00014a007
- "Effect of Solvent on the Radiative Decay of Singlet Molecular Oxygen a(1Δg)", R.D. Scurlock, S. Nonell, S.E. Braslavsky, P.R. Ogilby, J. Phys. Chem. 99, 3521–3526 (1995). doi:10.1021/j100011a019
- '"Glossary of Terms Used in Photochemistry'", 3rd Version (IUPAC Recommendations 2006), S.E.Braslavsky, Pure Appl. Chem. 79, 293–461 (2007). doi:10.1351/pac200779030293
- '"Glossary of Terms Used in Photocatalysis and Radiation Catalysis'" (IUPAC recommendations 2011) S.E. Braslavsky, A.M. Braun, A.E. Cassano, A.V. Emeline, M.I. Litter, L. Palmisano, V.N. Parmon, N. Serpone, Pure Appl. Chem. 83, 931–1014 (2011). doi:10.1351/PAC-REC-09-09-36